# بلانش باري

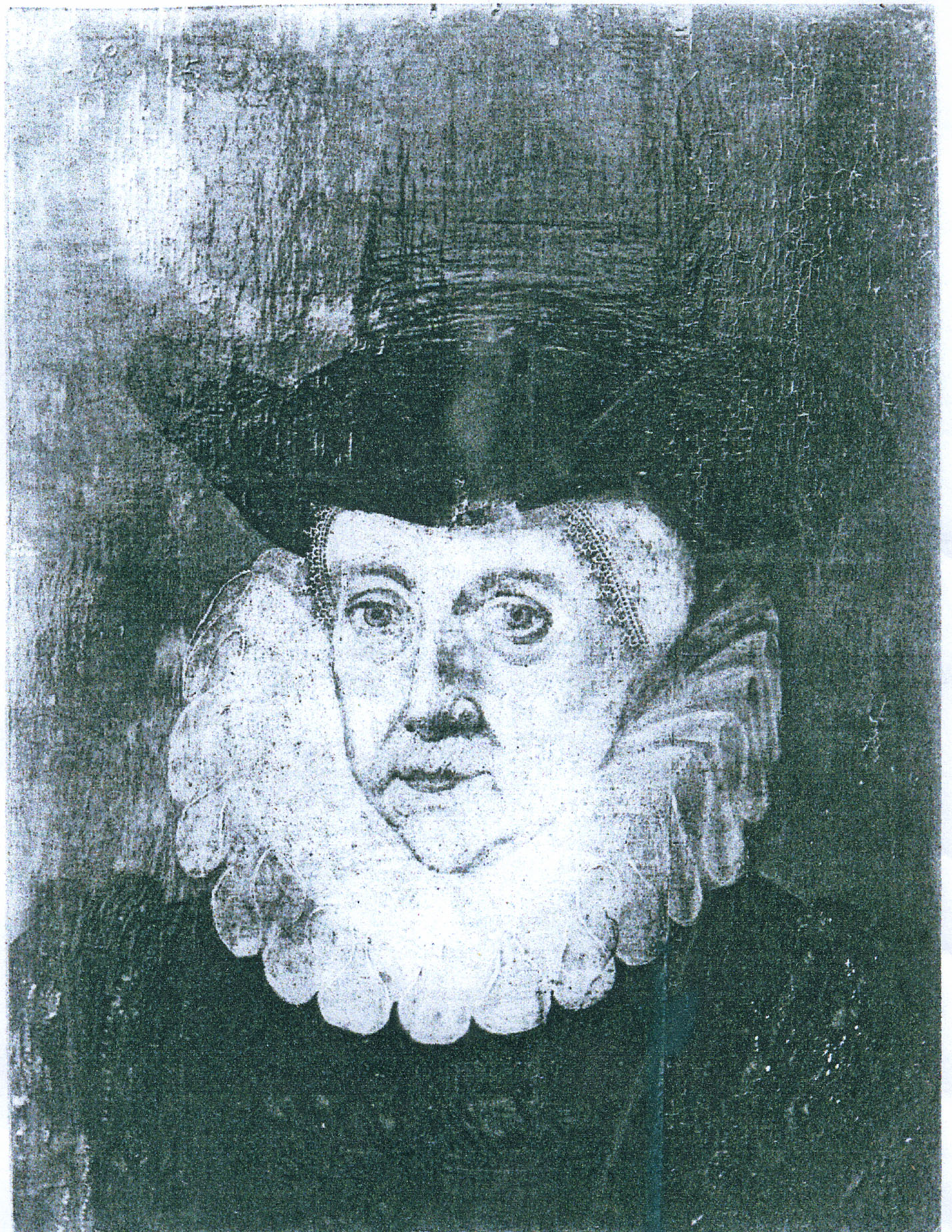
بلانش باري

بلانش باري (بالإنجليزية: Blanche Parry)‏ (1507 / 8-12 فبراير 1590 م) من نيوكورت في أبرشية باكتون في ويلز، كانت مرافقة شخصية للملكة إليزابيث الأولى، التي شغلت مناصب السيدة الرئيسة في غرفة الملكة الخاصة المشرفة.

## النشأة

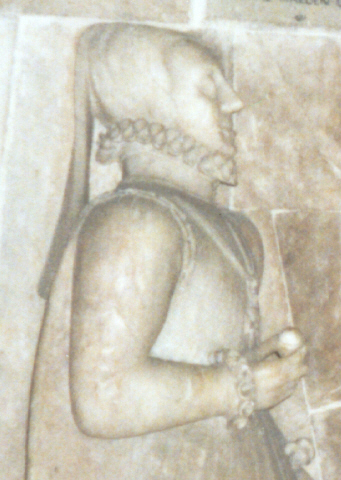
النصب التذكاري في كنيسة سانت فيث، باكتون

على الرغم من نشأتها في بيئة ثقافية ويلزية، كانت باري ثتقن اللغتين الويلزية والإنجليزية. توجد مؤشرات على صلات عائلية سابقة بـ ماصات، ومع ذلك يبدو أنها وأخواتها تلقوا تعليمهم من قبل الراهبات الأوغسطينيين في أكونبري.

## في الديوان الملكي
وصلت بلانش باري إلى الديوان الملكي مع خالتها، بلانش، ليدي تروي، التي كانت العشيقة لإدوارد السادس وأخته غير الشقيقة إليزابيث الأولى عندما كان طفلاً. منذ حوالي 25 أو 26 عامًا حتى وفاتها، كانت خادمة للملكة إليزابيث، التي خدمتها منذ ولادتها في عام 1533 فصاعدًا، وكتبت في ضريحها في كنيسة باكتون أن «مهدها رأى أنني اهتزت».

## الموت والدفن

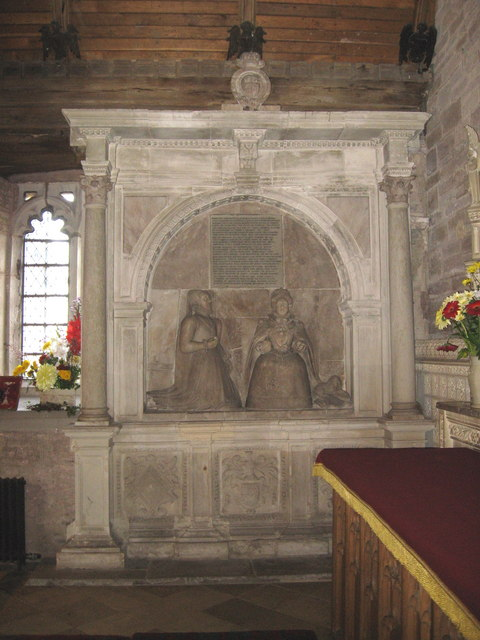
قبر بلانش باري، كنيسة باكتون كانت بلانش باري سيدة خادمة ومقربة للملكة إليزابيث الأولى طوال معظم حياتها. تظهر في الصورة على اليسار على قبرها وهي تواجه الملكة، حيث توفيت عام 1590

توفيت بلانش باري في 12 فبراير 1590، عن عمر يناهز 82 عامًا. دفنت في كنيسة القديسة مارغريت، وستمنستر، برتبة بارونة، حيث دفعت الملكة جميع نفقات جنازتها. بقي نصب تذكاري لذكراها، النصب غير مستخدم في كنيسة سانت فيث، ونصب قبرها في سانت مارغريت.